# Senegambia Highway
Der Senegambia Highway ist eine rund 4,5 Kilometer lange Hauptstraße im westafrikanischen Staat Gambia.

## Beschreibung
Der Senegambia Highway verbindet die Kombo-St. Mary Area mit der Coastal Road, die eine bessere Anbindung der südlichen Orte der Küstenregion in der West Coast Region ermöglicht. Sie ist die Fortsetzung des Bertil Harding Highway, der von Norden aus Richtung Banjul und Bakau auf Kololi und die Senegambia Area zuführt. An der Kreuzung Bertil Harding Highway, von der nach Westen die Senegambia Road abzweigt, beginnt der Senegambia Highway und setzt sich nach Süden fort. An der westlichen Seite führt der Weg zunächst am International Trypanotolerance Centre und dann am Bijilo Forest Park vorbei, östlich der Straße sind die Orte Kerr Seringe Ngaga und Bijilo. Nach dem Bijilo Forest Park werden einige größere Hotels durch die Straße erschlossen, danach wendet sie sich nach Südwesten und stößt auf eine Straßenkreuzung. Auf diese Kreuzung (Brusubi Roundabout; Brusubi=Brufut, Sukuta und Bijilo), die im Südwesten von Sukuta, führt eine Hauptstraße aus Sukuta zu und Coastal Road beginnt hier.